# Крузенштерн и пароход
«Крузенштерн и пароход» («KIP») — израильская авангардная клезмер-джаз-рок-группа, основанная израильским музыкантом и композитором Игорем Крутоголовым в 2002 году в Тель-Авиве, Израиль.
Название группы выбрано по фразе «Иван Фёдорович Крузенштерн, человек и пароход», прозвучавшей в мультфильме «Зима в Простоквашино» (куда, в свою очередь, попало из стихотворения В. В. Маяковского «Товарищу Нетте, пароходу и человеку».

## История

### Крузенштерн и пароход
Группа образована в 2002 году Игорем Крутоголовым (бас-гитара, вокал) и его друзьями Русланом Гроссом (кларнет) и Гаем Шехтером (ударные). Стиль группы был обозначен как «клезмеркор» (слово-бумажник из «клезмер» и «хардкор»).
Дебютный альбом группы, «The Craft of Primitive Klezmer», вышел в 2003 году на израильском лейбле «Auris Media Records» и сопровождался несколькими выступлениями в Израиле и Европе. Альбом имел большой успех, его сравнивали с лучшими записями серии «Radical Jewish Culture», издававшейся на лейбле «Tzadik» Джона Зорна.
В ноябре 2004 года «Auris Media Records» выпускает бутлег группы, «Live In Karaganda», выступление, записанное в клубе «Барби» в Тель-Авиве 30 ноября 2004 года. Бутлег был выпущен на CDr и сразу был распродан ограниченным тиражом в 27 копий, каждая из которых сопровождалась уникальной обложкой, разработанной Игорем Крутоголовым. В том же месяце вышел второй альбом группы — «Songs». Все песни для альбома написаны Крутоголовым (кроме кавера на песню Джона Зорна «Мехолалот»). Над созданием альбома работал израильский звукорежиссёр Уди Кумран («Авак»).
В 2005 году «Крузенштерн и пароход» записывают живой альбом в репетиционной студии «Noize Rehearsal Studios». Альбом выходит в 2012 году под названием «Noize 2005».
В октябре 2006 года группа выпускает сплит с французским дуэтом «Vialka». К группе присоединяется Ольга Еленская на аккордеоне. Совместное выступление двух групп и презентация сплит-альбома состоялась 27 ноября 2006 года в клубе «Левонтин 7» в Тель-Авиве.
В феврале 2008 года было записано совместное импровиационное выступление «Крузенштерн и пароход» с украинской экспериментальной группой «… и Друг Мой Грузовик» и издано в виде альбома «Melekh» (2008) под общим именем «Грузовик и Крузенштерн».
В 2008 году Игорь Крутоголов и Руслан Гросс записывают альбом «Love for Three Cockroaches» совместно с польской группой «Mitch & Mitch». В записи также принял участие аккордеонист Борис Марциновский («Charming Hostess», «Panic Ensemble»). Премьера альбома состоялась 17 декабря 2009 года на польском фестивале «OFF Festival» в Катовице, Польша. Альбом вышел в 2010 году и получил восторженные отзывы. Музыка для альбома была написана Игорем Крутоголовым в виде оперы, созданной вымышленным композитором Зелигом Рабичняком. Буклет альбома содержит подробную историю жизни и творчества Зелига Рабичняка, специальное приложение, созданное и оформленое Игорем Крутоголовым.
В 2008 году к группе присоединяется аккордеонист Борис Марциновский. Также значительно обновляется музыкальный материал. Группа отходит от еврейско-клезмерских мотивов, музыка становится более сложной, выявляя многогранность композиторского таланта Крутоголова. В декабре 2008 года группа записывает альбом, вышедший в 2012 году под названием «The Hidden Album». В это же время группа записывает экспериментальный альбом в стиле хардкор-джаз-клезмер совместно с американским музыкантом Юджином Робинсоном («Oxbow»), вышедший на пластинке «Hidden Album Volume II» в 2015 году.

### KIV Orchestra
В 2012 году группа «Крузенштерн и пароход» объединяется с Марилиз Фрешвиль и Эриком Борошем из дуэта «Vialka» в совместный проект «KIV Orchestra». Группа отправляется в тур по странам Европы (Франция, Бельгия, Германия, Польша, Чехия, Швейцария) и записывает три альбома: «La Roue» (2012), «Extension» (2013) и «Whole» (2013). В рамках европейского тура музыканты группы участвуют в съёмках фильма о 22-м Фестивале израильской культуры в Кракове, созданного израильским музыкантом Офиром Кутиэлем (Кутиман) для проекта «Thru-City».

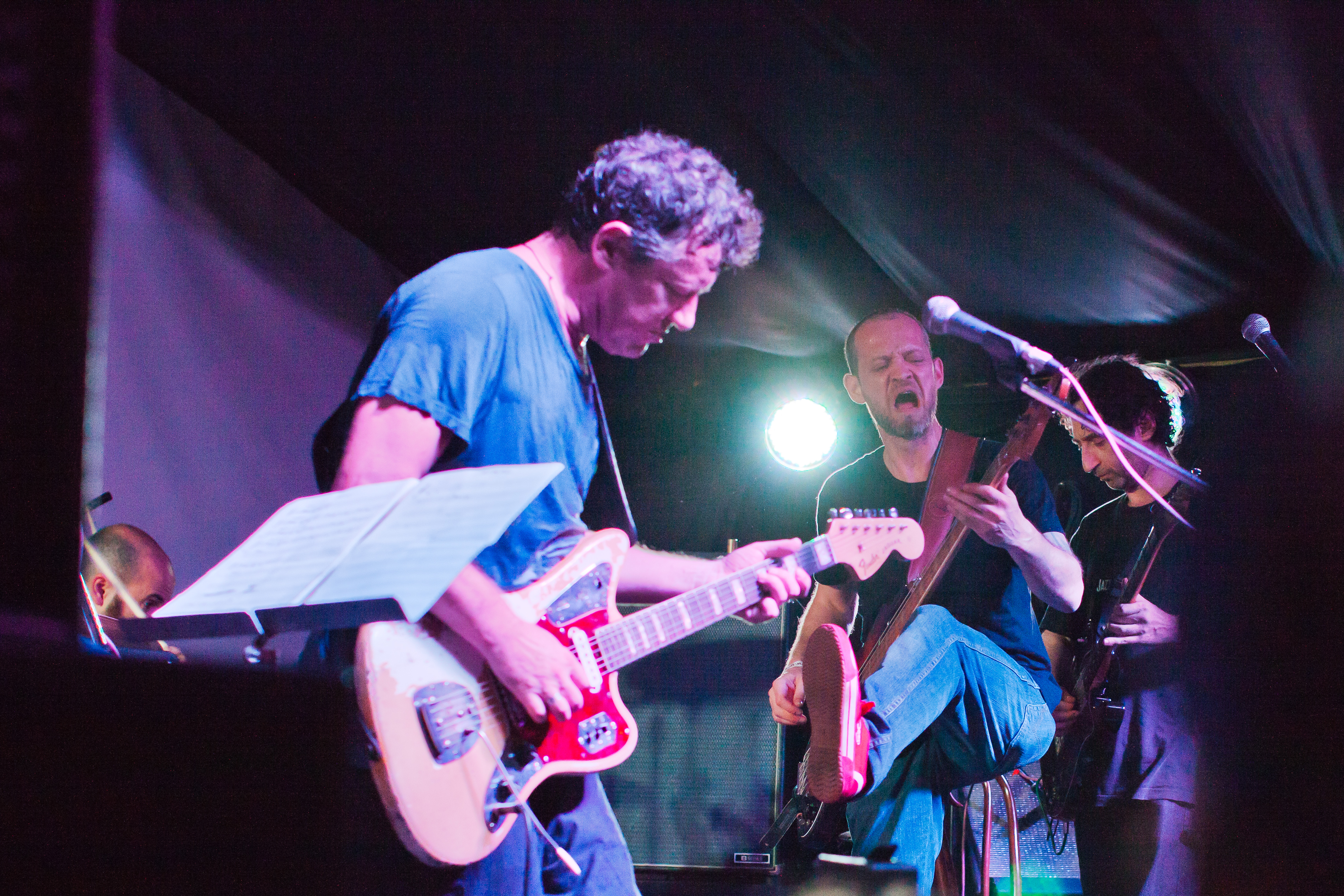
Выступление состава «Фёдоров и Крузенштерн» в клубе «Гоголь» 06.09.2013

 В 2013 году группа «Крузенштерн и пароход» записывает совместный альбом с лидером группы «Аукцыон» Леонидом Фёдоровым на стихи Дмитрия Озерского — «Быть везде». Презентация альбома состоялась 6 сентября 2013 года в Москве (клуб «Гоголь») и 7 сентября в Санкт-Петербурге (клуб «А2»). Презентация в петербургском клубе «А2» была выпущена на DVD в 2014 году. Альбом вышел под совместным именем «Фёдоров и Крузенштерн».

### KIP
В ноябре 2015 года «Крузенштерн и пароход» записывают альбом «HYMNS» в студии «DTH Studios» в Москве, после чего состоялась концертная премьера альбома в Культурном Центре «ДОМ» (Москва). Материал альбома кардинально отличается от предыдущих альбомов, поэтому группа меняет название на аббревиатуру «KIP». Сведение и мастеринг выполнил Джеймс Плоткин. В составе группы снова трое участников: Крутоголов, Гросс и Шехтер.
В 2020 году выходит альбом «Songs of Love». Второй трек альбома, «#2», предварительно вышел на металлическом сборнике «Milim Kashot. Vol. 2». Альбом был признан одним из самых лучших метал-альбомов 2020 года по версии издания «Machine Music».

## Дискография
- 2003 — The Craft of Primitive Klezmer, CD (переиздание 2007, CD)
- 2004 — Songs, CD
- 2004 — Live In Karaganda, CD
- 2006 — Kruzenshtern & Parohod / Vialka (сплит), CD (переиздание 2012, LP)
- 2008 — Melekh (совместно с «… и Друг Мой Грузовик»), CD
- 2010 — Love for Three Cockroaches (совместно с «Mitch & Mitch»), CD
- 2011 — Noize 2005, CD
- 2012 — Hidden Album, CD
- 2012 — La Roue (в составе «KIV Orchestra»), CD
- 2013 — Extension (в составе «KIV Orchestra»), CD
- 2013 — Whole (в составе «KIV Orchestra»), LP
- 2013 — Быть везде (совместно с Леонидом Фёдоровым), CD, LP, DVD (2014)
- 2015 — Hidden Album Volume II (совместно с Юджином Робинсоном), LP
- 2016 — Hymns («KIP»), CD
- 2020 — Songs of Love («KIP»)